# والیبال قهرمانی مردان جهان ۲۰۱۸
والیبال قهرمانی مردان جهان ۲۰۱۸ نوزدهمین دوره از رقابت‌های قهرمانی جهان می‌باشد که از ۹ تا ۳۰ سپتامبر ۲۰۱۸ در ایتالیا و بلغارستان برگزار گردید. این نخستین باری بود که رقابت‌ها به صورت مشترک و در بیش از یک کشور میزبانی شد. دور شش‌تای نهایی در پالا آلپیتور در تورین برگزار شد.
لهستان در تکرار بازی نهایی رقابت‌های سال ۲۰۱۴ با پیروزی در سه ست پیاپی بر برزیل به عنوان قهرمان بازی‌های المپیک، از عنوان قهرمانی خود دفاع کرد. این سومین عنوان قهرمانی لهستان بود و سومین بار در چهار دورهٔ گذشته مسابقات قهرمانی جهان بود که برزیل و لهستان در رقابت پایانی به رقابت پرداختند. این پنجمین دورهٔ پیاپی بود که برزیل در رقابت فینال حضور داشت. ایالات متحدهٔ آمریکا هم با شکست صربستان در چهار ست، در رقابت برای کسب جایگاه سوم برنده شد. بارتوش کورک از لهستان نیز به عنوان ام‌وی‌پی (باارزش‌ترین بازیکن) انتخاب شد.
مصاف دور نخست بین روسیه و تونس رکورد کم امتیازترین ست تاریخ مسابقات قهرمانی جهان از زمان تصویب قوانین جدید در دنیای والیبال را به نام خود به ثبت رساند، این‌گونه که روسیه ست دوم را با امتیاز ۲۵ بر ۶ به سود خود تمام کرد. رکورد پیشین، کسب امتیاز ۲۵–۸ توسط ایالات متحده در برابر پورتوریکو در چارچوب رقابت‌های قهرمانی جهان ۲۰۱۴ بود.

## گزینش میزبان
اف‌آی‌وی‌بی در ۹ دسامبر ۲۰۱۵ اعلام کرد که ایتالیا و بلغارستان رقابت‌های قهرمانی جهان ۲۰۱۸ را میزبانی خواهند کرد. این نخستین باری بود که بیش از یک کشور مسابقات را میزبانی می‌کرد. تورنمنت در شش شهر ایتالیا (باری، بولونیا، فلورانس، آساگو، رم و تورین) و سه شهر بلغارستان (روسه، وارنا و صوفیه) میزبانی شد.
ایتالیا و بلغارستان، هر دو پیش از این رقابت‌های قهرمانی جهان را میزبانی کرده بودند. ایتالیا پیشتر نسخهٔ سال ۲۰۱۰ را برگزار کرده بود، جایی که برزیل برای سومین بار متوالی عنوان قهرمانی را به دست آورد. ایتالیا همچنین رقابت‌های قهرمانی جهان ۱۹۷۸ را در رویداد مردان و قهرمانی زنان جهان ۲۰۱۴ را نیز میزبانی کرده بود. به علاوه، ایتالیا میزبانی قهرمانی زیر ۲۱ سال مردان جهان ۱۹۸۵، قهرمانی زیر ۲۰ سال زنان جهان ۱۹۸۵ و زیر ۱۹ سال پسران جهان در سال ۲۰۰۹ را میزبانی کرده بود. در سوی دیگر، بلغارستان رقابت‌های قهرمانی مردان و زنان جهان را در سال ۱۹۷۰ میزبانی کرده بود.
- باری
- بولونیا
- فلورانس
- آساگو، میلان
- رم
- تورین
- روسه
- وارنا
- صوفیه

## جام قهرمانی
در ۱ اکتبر جام قهرمانی جام نوزدهم توسط بویکو بوریسوف نخست‌وزیر بلغارستان و دانکو لازاروف رئیس و لیوبومیر گانِف نایب رئیس فدراسیون والیبال بلغارستان رونمایی شد.

## راه‌یابی

| راه‌یافته راه‌نیافته | کناره‌گیری کرده تعلیق شده |

### تیم‌های راه‌یافته
انتخابی والیبال قهرمانی مردان جهان ۲۰۱۸

## قالب
دور یکم
در دور نخست, ۲۴ تیم در چهار گروه شش تیمی به صورت گردشی و جداگانه رقابت کردند. چهار تیم برتر هر گروه به دور دوم رهسپار شد و در ادامه، بازی‌های چهار گروه در چهار شهر به انجام رسید.
دور دوم
در دور دوم در چهار گروه چهار تیمی به صورت گردشی به صورت مجزا با هم رقابت کردند. در پایان بازی‌های دور دوم، رتبه‌بندی چهار گروه با در نظر گرفتن امتیازات کسب شده توسط هر تیم در دورهای نخست و دوم صورت پذیرفت. چهار تیم برتر گروه‌ها در دور دوم به همراه دو تیم برتر از بین تیم‌های دوم به دور سوم راه پیدا کردند.
دور سوم
شش تیم شرکت کننده در دور سوم، با قرعه‌کشی در دو گروه سه تیمی جای گرفتند. پس از برگزاری بازی‌ها به صورت گردشی در دو گروه، دو تیم برتر هر گروه به بازی‌های نیمه‌نهایی رسیدند.
دور نهایی
برندگان دور سوم هر گروه، در این دور با تیم دوم گروه مقابل بازی کردند. برندگان بازی‌های نیمه‌نهایی به رقابت برای کسب عنوان قهرمانی جهان راه پیدا کردند. بازندگان نیز در دیدار کسب مقام سوم با هم مسابقه دادند.

## گروه‌بندی

### دور یکم
در هر گروه در نهایت سه تیم از یک کنفدراسیون می‌توانست قرار بگیرد.
| تیم‌های سید بندی شده                               | تیم‌های سید بندی شده                               | تیم‌های سید بندی شده                               | تیم‌های سید بندی شده                                      |
| گروه A                                            | گروه B                                            | گروه C                                            | گروه D                                                   |
| ------------------------------------------------- | ------------------------------------------------- | ------------------------------------------------- | -------------------------------------------------------- |
| ایتالیا (میزبان) · آرژانتین (۷)                   | برزیل (۱) · کانادا (۶)                            | ایالات متحده آمریکا (۲) · روسیه (۴)               | بلغارستان (میزبان) · لهستان (۳)                          |
| تیم‌های سید بندی نشده                              |                                                   |                                                   |                                                          |
| Pot 1                                             | Pot 2                                             | Pot 3                                             | Pot 4                                                    |
| ایران (۸) · فرانسه (۹) · صربستان (۱۱) · ژاپن (۱۲) | مصر (۱۳) · بلژیک (۱۵) · کوبا (۱۶) · استرالیا (۱۶) | فنلاند (۱۸) · چین (۲۰) · اسلوونی (۲۳) · تونس (۲۴) | هلند (۲۵) · پورتوریکو (۲۹) · کامرون (۳۰) · دومینیکن (۳۸) |

قرعه‌کشی
| گروه A   | گروه B | گروه C              | گروه D    |
| -------- | ------ | ------------------- | --------- |
| ایتالیا  | برزیل  | ایالات متحده آمریکا | بلغارستان |
| آرژانتین | کانادا | روسیه               | لهستان    |
| ژاپن     | فرانسه | صربستان             | ایران     |
| بلژیک    | مصر    | استرالیا            | کوبا      |
| اسلوونی  | چین    | تونس                | فنلاند    |
| دومینیکن | هلند   | کامرون              | پورتوریکو |

### دور دوم
| گروه E | گروه E  | گروه F | گروه F   | گروه G | گروه G              | گروه H | گروه H   |
| ------ | ------- | ------ | -------- | ------ | ------------------- | ------ | -------- |
| 1A     | ایتالیا | 1B     | برزیل    | 1C     | ایالات متحده آمریکا | 1D     | لهستان   |
| 2B     | هلند    | 2A     | بلژیک    | 2D     | ایران               | 2C     | صربستان  |
| 3C     | روسیه   | 3A     | اسلوونی  | 3D     | بلغارستان           | 3B     | فرانسه   |
| 4D     | فنلاند  | 4C     | استرالیا | 4B     | کانادا              | 4A     | آرژانتین |

### دور سوم
| گروه I | گروه I              | گروه J | گروه J  |
| ------ | ------------------- | ------ | ------- |
| 1F     | برزیل               | 1E     | ایتالیا |
| 1G     | ایالات متحده آمریکا | 1H     | لهستان  |
| 1B2SR  | روسیه               | 2B2SR  | صربستان |

## سالن‌ها
| گروه A (فقط ۹ سپتامبر) | گروه A (مختص ۹ سپتامبر)                                                   | گروه B                                                                    | گروه C                                                      |
| ---------------------- | ------------------------------------------------------------------------- | ------------------------------------------------------------------------- | ----------------------------------------------------------- |
| رم، ایتالیا            | فلورانس، ایتالیا                                                          | روسه، بلغارستان                                                           | باری، ایتالیا                                               |
| فورو ایتالیکو          | نلسون ماندلا فروم                                                         | رز آرنا                                                                   | پالا فلوریو                                                 |
| گنجایش: ۱۱٬۰۰۰         | گنجایش: ۷٬۵۰۰                                                             | گنجایش: ۵٬۱۰۰                                                             | گنجایش: ۵٬۰۸۰                                               |
|                        |                                                                           |                                                                           |                                                             |
| گروه D و H             | فلورانستورینبولونیاآساگوباریرموالیبال قهرمانی مردان جهان ۲۰۱۸ (ایتالیا) · | فلورانستورینبولونیاآساگوباریرموالیبال قهرمانی مردان جهان ۲۰۱۸ (ایتالیا) · | روسهصوفیهوارناوالیبال قهرمانی مردان جهان ۲۰۱۸ (بلغارستان) · |
| وارنا، بلغارستان       | فلورانستورینبولونیاآساگوباریرموالیبال قهرمانی مردان جهان ۲۰۱۸ (ایتالیا) · | فلورانستورینبولونیاآساگوباریرموالیبال قهرمانی مردان جهان ۲۰۱۸ (ایتالیا) · | روسهصوفیهوارناوالیبال قهرمانی مردان جهان ۲۰۱۸ (بلغارستان) · |
| کاخ فرهنگ و ورزش       | فلورانستورینبولونیاآساگوباریرموالیبال قهرمانی مردان جهان ۲۰۱۸ (ایتالیا) · | فلورانستورینبولونیاآساگوباریرموالیبال قهرمانی مردان جهان ۲۰۱۸ (ایتالیا) · | روسهصوفیهوارناوالیبال قهرمانی مردان جهان ۲۰۱۸ (بلغارستان) · |
| گنجایش: ۶٬۰۰۰          | فلورانستورینبولونیاآساگوباریرموالیبال قهرمانی مردان جهان ۲۰۱۸ (ایتالیا) · | فلورانستورینبولونیاآساگوباریرموالیبال قهرمانی مردان جهان ۲۰۱۸ (ایتالیا) · | روسهصوفیهوارناوالیبال قهرمانی مردان جهان ۲۰۱۸ (بلغارستان) · |
|                        | فلورانستورینبولونیاآساگوباریرموالیبال قهرمانی مردان جهان ۲۰۱۸ (ایتالیا) · | فلورانستورینبولونیاآساگوباریرموالیبال قهرمانی مردان جهان ۲۰۱۸ (ایتالیا) · | روسهصوفیهوارناوالیبال قهرمانی مردان جهان ۲۰۱۸ (بلغارستان) · |
| گروه E                 | گروه F                                                                    | گروه G                                                                    | دور سوم و نهایی                                             |
| آساگو، ایتالیا         | بولونیا، ایتالیا                                                          | صوفیه، بلغارستان                                                          | تورین، ایتالیا                                              |
| مدیولانوم فوروم        | پالادوتزا آرنا                                                            | آرمیک آرنا                                                                | پالا آلپیتور                                                |
| گنجایش: ۱۲٬۶۷۷         | گنجایش: ۵٬۷۲۱                                                             | گنجایش: ۱۲٬۵۰۰                                                            | گنجایش: ۱۵٬۸۰۷                                              |
|                        |                                                                           |                                                                           |                                                             |

## بازی افتتاحیه
بازی‌های آغازین رقابت‌های قهرمانی جهان ۲۰۱۸ به صورت مشترک در بلغارستان و ایتالیا با حضور رئیس‌جمهور سرجو ماتارلا و رومن رادف برگزار شد. در بازی‌ها افتتاحیه، ایتالیا در رم توانست ژاپن را ۳–۰ شکست دهد و بلغارستان نیز در وارنا با همین نتیجه فنلاند را از پیش رو برداشت.

## دور یکم
- چهار تیم برتر هر گروه به دور دوم راه پیدا کردند.

|  | راه‌یافته به دور دوم |

### گروه A
- تمام زمان‌ها براساس ساعت تابستانی اروپای مرکزی (یوتی‌سی ۲:۰۰+) می‌باشد.

|      |          | بازی | بازی | امتیاز | ست  | ست   | ست    | امتیاز | امتیاز | امتیاز |
| رتبه | تیم      | برد  | باخت | امتیاز | برد | باخت | نسبت  | برد    | باخت   | نسبت   |
| ---- | -------- | ---- | ---- | ------ | --- | ---- | ----- | ------ | ------ | ------ |
| ۱    | ایتالیا  | ۵    | ۰    | ۱۵     | ۱۵  | ۲    | ۷٫۵۰۰ | ۴۲۳    | ۳۲۶    | ۱٫۲۹۸  |
| ۲    | بلژیک    | ۳    | ۲    | ۱۰     | ۱۱  | ۸    | ۱٫۳۷۵ | ۴۱۹    | ۳۹۴    | ۱٫۰۶۳  |
| ۳    | اسلوونی  | ۳    | ۲    | ۹      | ۱۲  | ۱۰   | ۱٫۲۰۰ | ۴۷۹    | ۴۶۳    | ۱٫۰۳۵  |
| ۴    | آرژانتین | ۲    | ۳    | ۶      | ۱۰  | ۱۱   | ۰٫۹۰۹ | ۴۷۵    | ۴۶۹    | ۱٫۰۱۳  |
| ۵    | ژاپن     | ۲    | ۳    | ۵      | ۸   | ۱۱   | ۰٫۷۲۷ | ۴۱۴    | ۴۲۷    | ۰٫۹۷۰  |
| ۶    | دومینیکن | ۰    | ۵    | ۰      | ۱   | ۱۵   | ۰٫۰۶۷ | ۲۶۷    | ۳۹۸    | ۰٫۶۷۱  |

| تاریخ      | ساعت  |          | امتیاز |          | ست ۱  | ست ۲  | ست ۳  | ست ۴  | ست ۵  | مجموع   | گزارش |
| ---------- | ----- | -------- | ------ | -------- | ----- | ----- | ----- | ----- | ----- | ------- | ----- |
| ۹ سپتامبر  | ۱۹:۳۰ | ایتالیا  | ۳–۰    | ژاپن     | ۲۵–۲۰ | ۲۵–۲۱ | ۲۵–۲۳ |       |       | ۷۵–۶۴   | P2    |
| ۱۲ سپتامبر | ۱۷:۰۰ | دومینیکن | ۱–۳    | اسلوونی  | ۲۵–۲۲ | ۱۳–۲۵ | ۱۳–۲۵ | ۱۷–۲۵ |       | ۶۸–۹۷   | P2    |
| ۱۲ سپتامبر | ۲۰:۳۰ | بلژیک    | ۳–۱    | آرژانتین | ۲۵–۱۹ | ۲۵–۱۹ | ۲۲–۲۵ | ۲۵–۱۹ |       | ۹۷–۸۲   | P2    |
| ۱۳ سپتامبر | ۱۷:۰۰ | دومینیکن | ۰–۳    | ژاپن     | ۲۰–۲۵ | ۱۶–۲۵ | ۱۶–۲۵ |       |       | ۵۲–۷۵   | P2    |
| ۱۳ سپتامبر | ۲۱:۱۵ | ایتالیا  | ۳–۰    | بلژیک    | ۲۵–۲۰ | ۲۵–۱۷ | ۲۵–۱۶ |       |       | ۷۵–۵۳   | P2    |
| ۱۴ سپتامبر | ۱۷:۰۰ | ژاپن     | ۱–۳    | اسلوونی  | ۲۰–۲۵ | ۲۵–۲۲ | ۲۰–۲۵ | ۱۳–۲۵ |       | ۷۸–۹۷   | P2    |
| ۱۴ سپتامبر | ۲۰:۳۰ | آرژانتین | ۳–۰    | دومینیکن | ۲۶–۲۴ | ۲۵–۱۵ | ۲۵–۱۵ |       |       | ۷۶–۵۴   | P2    |
| ۱۵ سپتامبر | ۱۷:۰۰ | بلژیک    | ۲–۳    | اسلوونی  | ۲۵–۲۲ | ۲۵–۲۱ | ۱۹–۲۵ | ۲۳–۲۵ | ۱۳–۱۵ | ۱۰۵–۱۰۸ | P2    |
| ۱۵ سپتامبر | ۲۱:۱۵ | ایتالیا  | ۳–۱    | آرژانتین | ۲۲–۲۵ | ۲۵–۱۵ | ۲۵–۲۳ | ۲۸–۲۶ |       | ۱۰۰–۸۹  | P2    |
| ۱۶ سپتامبر | ۱۷:۰۰ | ژاپن     | ۱–۳    | بلژیک    | ۲۵–۱۴ | ۲۳–۲۵ | ۱۴–۲۵ | ۱۹–۲۵ |       | ۸۱–۸۹   | P2    |
| ۱۶ سپتامبر | ۲۱:۱۵ | دومینیکن | ۰–۳    | ایتالیا  | ۱۲–۲۵ | ۱۸–۲۵ | ۱۵–۲۵ |       |       | ۴۵–۷۵   | P2    |
| ۱۷ سپتامبر | ۱۷:۰۰ | بلژیک    | ۳–۰    | دومینیکن | ۲۵–۱۸ | ۲۵–۱۳ | ۲۵–۱۷ |       |       | ۷۵–۴۸   | P2    |
| ۱۷ سپتامبر | ۲۰:۳۰ | آرژانتین | ۳–۲    | اسلوونی  | ۲۵–۱۸ | ۲۲–۲۵ | ۲۷–۲۹ | ۲۵–۱۷ | ۱۵–۱۳ | ۱۱۴–۱۰۲ | P2    |
| ۱۸ سپتامبر | ۱۷:۰۰ | ژاپن     | ۳–۲    | آرژانتین | ۲۶–۲۴ | ۲۰–۲۵ | ۳۰–۳۲ | ۲۵–۲۰ | ۱۵–۱۳ | ۱۱۶–۱۱۴ | P2    |
| ۱۸ سپتامبر | ۲۱:۱۵ | ایتالیا  | ۳–۱    | اسلوونی  | ۲۳–۲۵ | ۲۵–۱۹ | ۲۵–۱۳ | ۲۵–۱۸ |       | ۹۸–۷۵   | P2    |

### گروه B
- تمام زمان‌ها براساس ساعت تابستانی اروپای شرقی (یوتی‌سی ۳:۰۰+) می‌باشد.

|      |        | بازی | بازی | امتیاز | ست  | ست   | ست    | امتیاز | امتیاز | امتیاز |
| رتبه | تیم    | برد  | باخت | امتیاز | برد | باخت | نسبت  | برد    | باخت   | نسبت   |
| ---- | ------ | ---- | ---- | ------ | --- | ---- | ----- | ------ | ------ | ------ |
| ۱    | برزیل  | ۴    | ۱    | ۱۱     | ۱۳  | ۶    | ۲٫۱۶۷ | ۴۳۹    | ۴۰۵    | ۱٫۰۸۴  |
| ۲    | هلند   | ۴    | ۱    | ۱۱     | ۱۲  | ۸    | ۱٫۵۰۰ | ۴۵۵    | ۴۲۰    | ۱٫۰۸۳  |
| ۳    | فرانسه | ۳    | ۲    | ۱۱     | ۱۳  | ۷    | ۱٫۸۵۷ | ۴۵۶    | ۴۲۰    | ۱٫۰۸۶  |
| ۴    | کانادا | ۳    | ۲    | ۹      | ۱۱  | ۷    | ۱٫۵۷۱ | ۴۲۶    | ۴۰۸    | ۱٫۰۴۴  |
| ۵    | مصر    | ۱    | ۴    | ۳      | ۴   | ۱۳   | ۰٫۳۰۸ | ۳۶۸    | ۴۲۶    | ۰٫۸۶۴  |
| ۶    | چین    | ۰    | ۵    | ۰      | ۳   | ۱۵   | ۰٫۲۰۰ | ۳۷۵    | ۴۴۰    | ۰٫۸۵۲  |

| تاریخ      | ساعت  |        | امتیاز |        | ست ۱  | ست ۲  | ست ۳  | ست ۴  | ست ۵  | مجموع   | گزارش |
| ---------- | ----- | ------ | ------ | ------ | ----- | ----- | ----- | ----- | ----- | ------- | ----- |
| ۱۲ سپتامبر | ۱۴:۰۰ | فرانسه | ۳–۰    | چین    | ۲۵–۲۰ | ۲۵–۲۱ | ۲۵–۱۷ |       |       | ۷۵–۵۸   | P2    |
| ۱۲ سپتامبر | ۱۷:۰۰ | هلند   | ۰–۳    | کانادا | ۱۵–۲۵ | ۲۳–۲۵ | ۱۸–۲۵ |       |       | ۵۶–۷۵   | P2    |
| ۱۲ سپتامبر | ۲۰:۳۰ | برزیل  | ۳–۰    | مصر    | ۲۵–۱۷ | ۲۵–۲۲ | ۲۵–۲۰ |       |       | ۷۵–۵۹   | P2    |
| ۱۳ سپتامبر | ۱۷:۰۰ | مصر    | ۰–۳    | کانادا | ۲۵–۲۷ | ۲۸–۳۰ | ۱۹–۲۵ |       |       | ۷۲–۸۲   | P2    |
| ۱۳ سپتامبر | ۲۰:۳۰ | برزیل  | ۳–۲    | فرانسه | ۲۵–۲۰ | ۲۵–۲۰ | ۲۱–۲۵ | ۲۳–۲۵ | ۱۵–۱۲ | ۱۰۹–۱۰۲ | P2    |
| ۱۴ سپتامبر | ۱۷:۰۰ | چین    | ۱–۳    | هلند   | ۲۱–۲۵ | ۱۳–۲۵ | ۲۵–۲۳ | ۱۳–۲۵ |       | ۷۲–۹۸   | P2    |
| ۱۴ سپتامبر | ۲۰:۳۰ | فرانسه | ۳–۰    | مصر    | ۲۵–۲۲ | ۲۵–۲۳ | ۲۵–۱۶ |       |       | ۷۵–۶۱   | P2    |
| ۱۵ سپتامبر | ۱۷:۰۰ | کانادا | ۳–۱    | چین    | ۲۵–۲۲ | ۲۵–۱۹ | ۲۱–۲۵ | ۲۵–۲۳ |       | ۹۶–۸۹   | P2    |
| ۱۵ سپتامبر | ۲۰:۳۰ | هلند   | ۳–۱    | برزیل  | ۲۱–۲۵ | ۲۵–۲۰ | ۲۵–۲۰ | ۲۵–۲۱ |       | ۹۶–۸۶   | P2    |
| ۱۶ سپتامبر | ۱۷:۰۰ | چین    | ۱–۳    | مصر    | ۲۶–۲۸ | ۲۴–۲۶ | ۲۵–۱۷ | ۲۱–۲۵ |       | ۹۶–۹۶   | P2    |
| ۱۶ سپتامبر | ۲۰:۳۰ | هلند   | ۳–۲    | فرانسه | ۲۳–۲۵ | ۱۹–۲۵ | ۲۵–۲۱ | ۲۵–۲۳ | ۱۵–۱۳ | ۱۰۷–۱۰۷ | P2    |
| ۱۷ سپتامبر | ۱۷:۰۰ | مصر    | ۱–۳    | هلند   | ۱۸–۲۵ | ۲۱–۲۵ | ۲۵–۲۳ | ۱۶–۲۵ |       | ۸۰–۹۸   | P2    |
| ۱۷ سپتامبر | ۲۰:۳۰ | برزیل  | ۳–۱    | کانادا | ۲۵–۲۲ | ۱۹–۲۵ | ۲۵–۲۳ | ۲۵–۱۸ |       | ۹۴–۸۸   | P2    |
| ۱۸ سپتامبر | ۱۷:۰۰ | چین    | ۰–۳    | برزیل  | ۲۱–۲۵ | ۲۲–۲۵ | ۱۷–۲۵ |       |       | ۶۰–۷۵   | P2    |
| ۱۸ سپتامبر | ۲۰:۳۰ | کانادا | ۱–۳    | فرانسه | ۲۲–۲۵ | ۲۱–۲۵ | ۲۵–۲۲ | ۱۷–۲۵ |       | ۸۵–۹۷   | P2    |

### گروه C
- تمام زمان‌ها براساس ساعت تابستانی اروپای مرکزی (یوتی‌سی ۲:۰۰+) می‌باشد.

|      |                     | بازی | بازی | امتیاز | ست  | ست   | ست    | امتیاز | امتیاز | امتیاز |
| رتبه | تیم                 | برد  | باخت | امتیاز | برد | باخت | نسبت  | برد    | باخت   | نسبت   |
| ---- | ------------------- | ---- | ---- | ------ | --- | ---- | ----- | ------ | ------ | ------ |
| ۱    | ایالات متحده آمریکا | ۵    | ۰    | ۱۳     | ۱۵  | ۵    | ۳٫۰۰۰ | ۴۵۶    | ۳۸۳    | ۱٫۱۹۱  |
| ۲    | صربستان             | ۴    | ۱    | ۱۲     | ۱۴  | ۷    | ۲٫۰۰۰ | ۴۷۶    | ۴۳۰    | ۱٫۱۰۷  |
| ۳    | روسیه               | ۳    | ۲    | ۱۰     | ۱۲  | ۶    | ۲٫۰۰۰ | ۴۲۲    | ۳۶۶    | ۱٫۱۵۳  |
| ۴    | استرالیا            | ۲    | ۳    | ۷      | ۹   | ۱۱   | ۰٫۸۱۸ | ۴۲۸    | ۴۴۲    | ۰٫۹۶۸  |
| ۵    | کامرون              | ۱    | ۴    | ۳      | ۴   | ۱۲   | ۰٫۳۳۳ | ۳۳۴    | ۳۹۸    | ۰٫۸۳۹  |
| ۶    | تونس                | ۰    | ۵    | ۰      | ۲   | ۱۵   | ۰٫۱۳۳ | ۳۱۷    | ۴۱۴    | ۰٫۷۶۶  |

| تاریخ      | ساعت  |                     | امتیاز |                     | ست ۱  | ست ۲  | ست ۳  | ست ۴  | ست ۵  | مجموع   | گزارش |
| ---------- | ----- | ------------------- | ------ | ------------------- | ----- | ----- | ----- | ----- | ----- | ------- | ----- |
| ۱۲ سپتامبر | ۱۴:۰۰ | کامرون              | ۳–۰    | تونس                | ۲۵–۲۰ | ۲۸–۲۶ | ۲۵–۲۱ |       |       | ۷۸–۶۷   | P2    |
| ۱۲ سپتامبر | ۱۷:۰۰ | استرالیا            | ۰–۳    | روسیه               | ۲۱–۲۵ | ۲۰–۲۵ | ۱۶–۲۵ |       |       | ۵۷–۷۵   | P2    |
| ۱۲ سپتامبر | ۲۰:۳۰ | ایالات متحده آمریکا | ۳–۲    | صربستان             | ۱۵–۲۵ | ۲۵–۱۴ | ۲۱–۲۵ | ۲۵–۲۰ | ۱۵–۱۰ | ۱۰۱–۹۴  | P2    |
| ۱۳ سپتامبر | ۱۷:۰۰ | استرالیا            | ۲–۳    | ایالات متحده آمریکا | ۲۳–۲۵ | ۲۰–۲۵ | ۲۵–۲۲ | ۲۵–۲۳ | ۱۰–۱۵ | ۱۰۳–۱۱۰ | P2    |
| ۱۳ سپتامبر | ۲۰:۳۰ | کامرون              | ۰–۳    | صربستان             | ۲۸–۳۰ | ۱۶–۲۵ | ۱۷–۲۵ |       |       | ۶۱–۸۰   | P2    |
| ۱۴ سپتامبر | ۱۷:۰۰ | استرالیا            | ۳–۱    | کامرون              | ۲۱–۲۵ | ۲۵–۱۷ | ۲۵–۲۲ | ۲۵–۲۰ |       | ۹۶–۸۴   | P2    |
| ۱۴ سپتامبر | ۲۰:۳۰ | روسیه               | ۳–۰    | تونس                | ۲۵–۱۹ | ۲۵–۶  | ۲۵–۱۹ |       |       | ۷۵–۴۴   | P2    |
| ۱۵ سپتامبر | ۱۷:۰۰ | صربستان             | ۳–۱    | تونس                | ۲۰–۲۵ | ۲۵–۲۰ | ۲۵–۲۱ | ۲۵–۲۰ |       | ۹۵–۸۶   | P2    |
| ۱۵ سپتامبر | ۲۰:۳۰ | ایالات متحده آمریکا | ۳–۱    | روسیه               | ۲۵–۲۳ | ۲۰–۲۵ | ۲۵–۲۳ | ۲۵–۲۰ |       | ۹۵–۹۱   | P2    |
| ۱۶ سپتامبر | ۱۷:۰۰ | کامرون              | ۰–۳    | ایالات متحده آمریکا | ۱۸–۲۵ | ۲۰–۲۵ | ۱۴–۲۵ |       |       | ۵۲–۷۵   | P2    |
| ۱۶ سپتامبر | ۲۰:۳۰ | صربستان             | ۳–۱    | استرالیا            | ۲۵–۲۰ | ۲۱–۲۵ | ۲۵–۱۷ | ۲۵–۱۹ |       | ۹۶–۸۱   | P2    |
| ۱۷ سپتامبر | ۱۷:۰۰ | روسیه               | ۳–۰    | کامرون              | ۲۵–۱۶ | ۳۰–۲۸ | ۲۵–۱۵ |       |       | ۸۰–۵۹   | P2    |
| ۱۷ سپتامبر | ۲۰:۳۰ | استرالیا            | ۳–۱    | تونس                | ۱۶–۲۵ | ۲۵–۱۷ | ۲۵–۱۹ | ۲۵–۱۶ |       | ۹۱–۷۷   | P2    |
| ۱۸ سپتامبر | ۱۷:۰۰ | ایالات متحده آمریکا | ۳–۰    | تونس                | ۲۵–۱۲ | ۲۵–۱۸ | ۲۵–۱۳ |       |       | ۷۵–۴۳   | P2    |
| ۱۸ سپتامبر | ۲۰:۳۰ | صربستان             | ۳–۲    | روسیه               | ۲۵–۲۱ | ۲۴–۲۶ | ۲۵–۱۷ | ۲۲–۲۵ | ۱۵–۱۲ | ۱۱۱–۱۰۱ | P2    |

### گروه D
- تمام زمان‌ها براساس ساعت تابستانی اروپای شرقی (یوتی‌سی ۳:۰۰+) می‌باشد.

|      |           | بازی | بازی | امتیاز | ست  | ست   | ست    | امتیاز | امتیاز | امتیاز |
| رتبه | تیم       | برد  | باخت | امتیاز | برد | باخت | نسبت  | برد    | باخت   | نسبت   |
| ---- | --------- | ---- | ---- | ------ | --- | ---- | ----- | ------ | ------ | ------ |
| ۱    | لهستان    | ۵    | ۰    | ۱۵     | ۱۵  | ۳    | ۵٫۰۰۰ | ۴۴۵    | ۳۴۳    | ۱٫۲۹۷  |
| ۲    | ایران     | ۴    | ۱    | ۱۱     | ۱۲  | ۷    | ۱٫۷۱۴ | ۴۳۷    | ۴۰۰    | ۱٫۰۹۳  |
| ۳    | بلغارستان | ۳    | ۲    | ۹      | ۱۱  | ۶    | ۱٫۸۳۳ | ۳۹۵    | ۳۶۸    | ۱٫۰۷۳  |
| ۴    | فنلاند    | ۲    | ۳    | ۶      | ۹   | ۱۲   | ۰٫۷۵۰ | ۴۵۳    | ۴۷۱    | ۰٫۹۶۲  |
| ۵    | کوبا      | ۱    | ۴    | ۳      | ۶   | ۱۳   | ۰٫۴۶۲ | ۳۹۲    | ۴۳۶    | ۰٫۸۹۹  |
| ۶    | پورتوریکو | ۰    | ۵    | ۱      | ۳   | ۱۵   | ۰٫۲۰۰ | ۳۳۱    | ۴۳۵    | ۰٫۷۶۱  |

| تاریخ      | ساعت  |           | امتیاز |           | ست ۱  | ست ۲  | ست ۳  | ست ۴  | ست ۵  | مجموع   | گزارش |
| ---------- | ----- | --------- | ------ | --------- | ----- | ----- | ----- | ----- | ----- | ------- | ----- |
| ۹ سپتامبر  | ۲۰:۴۰ | بلغارستان | ۳–۰    | فنلاند    | ۲۵–۲۱ | ۲۵–۱۹ | ۲۵–۲۲ |       |       | ۷۵–۶۲   | P2    |
| ۱۲ سپتامبر | ۱۷:۰۰ | ایران     | ۳–۰    | پورتوریکو | ۲۵–۱۹ | ۲۵–۱۴ | ۲۵–۱۸ |       |       | ۷۵–۵۱   | P2    |
| ۱۲ سپتامبر | ۲۰:۳۰ | کوبا      | ۱–۳    | لهستان    | ۱۸–۲۵ | ۱۹–۲۵ | ۲۵–۲۱ | ۱۴–۲۵ |       | ۷۶–۹۶   | P2    |
| ۱۳ سپتامبر | ۱۷:۰۰ | پورتوریکو | ۰–۳    | لهستان    | ۱۴–۲۵ | ۱۲–۲۵ | ۱۵–۲۵ |       |       | ۴۱–۷۵   | P2    |
| ۱۳ سپتامبر | ۲۰:۴۰ | ایران     | ۳–۱    | بلغارستان | ۲۵–۲۲ | ۲۵–۲۰ | ۲۲–۲۵ | ۲۵–۱۹ |       | ۹۷–۸۶   | P2    |
| ۱۴ سپتامبر | ۱۷:۰۰ | فنلاند    | ۳–۱    | کوبا      | ۲۵–۱۹ | ۲۵–۱۹ | ۲۰–۲۵ | ۲۵–۱۶ |       | ۹۵–۷۹   | P2    |
| ۱۴ سپتامبر | ۲۰:۴۰ | بلغارستان | ۳–۰    | پورتوریکو | ۲۵–۱۶ | ۲۵–۱۸ | ۲۵–۲۱ |       |       | ۷۵–۵۵   | P2    |
| ۱۵ سپتامبر | ۱۷:۰۰ | کوبا      | ۱–۳    | ایران     | ۲۵–۱۷ | ۱۸–۲۵ | ۲۲–۲۵ | ۱۹–۲۵ |       | ۸۴–۹۲   | P2    |
| ۱۵ سپتامبر | ۲۰:۳۰ | لهستان    | ۳–۱    | فنلاند    | ۲۵–۲۰ | ۲۶–۲۸ | ۲۵–۱۶ | ۲۵–۱۵ |       | ۱۰۱–۷۹  | P2    |
| ۱۶ سپتامبر | ۱۷:۰۰ | پورتوریکو | ۲–۳    | فنلاند    | ۱۹–۲۵ | ۲۳–۲۵ | ۲۹–۲۷ | ۲۵–۲۱ | ۱۰–۱۵ | ۱۰۶–۱۱۳ | P2    |
| ۱۶ سپتامبر | ۲۰:۴۰ | کوبا      | ۰–۳    | بلغارستان | ۲۲–۲۵ | ۱۶–۲۵ | ۱۸–۲۵ |       |       | ۵۶–۷۵   | P2    |
| ۱۷ سپتامبر | ۱۷:۰۰ | کوبا      | ۳–۱    | پورتوریکو | ۲۵–۱۵ | ۲۲–۲۵ | ۲۵–۲۱ | ۲۵–۱۷ |       | ۹۷–۷۸   | P2    |
| ۱۷ سپتامبر | ۲۰:۳۰ | ایران     | ۰–۳    | لهستان    | ۲۱–۲۵ | ۲۰–۲۵ | ۲۲–۲۵ |       |       | ۶۳–۷۵   | P2    |
| ۱۸ سپتامبر | ۱۷:۰۰ | فنلاند    | ۲–۳    | ایران     | ۱۹–۲۵ | ۲۵–۲۲ | ۲۵–۲۳ | ۲۳–۲۵ | ۱۲–۱۵ | ۱۰۴–۱۱۰ | P2    |
| ۱۸ سپتامبر | ۲۰:۴۰ | بلغارستان | ۱–۳    | لهستان    | ۱۴–۲۵ | ۲۵–۲۳ | ۲۲–۲۵ | ۲۳–۲۵ |       | ۸۴–۹۸   | P2    |

## دور دوم
- جدول رده‌بندی چهار گروه با در نظر گرفتن برد و امتیازات هر تیم در دور یکم و دوم مشخص گردید.
- تیم‌های نخست هر گروه و دو تیم برتر بین تیم‌های دوم به دور سوم راه یافتند.

|  | راه‌یافته به دور سوم |

### گروه E
- تمام زمان‌ها براساس ساعت تابستانی اروپای مرکزی (یوتی‌سی ۲:۰۰+) می‌باشد.

|      |         | بازی | بازی | امتیاز | ست  | ست   | ست    | امتیاز | امتیاز | امتیاز |
| رتبه | تیم     | برد  | باخت | امتیاز | برد | باخت | نسبت  | برد    | باخت   | نسبت   |
| ---- | ------- | ---- | ---- | ------ | --- | ---- | ----- | ------ | ------ | ------ |
| ۱    | ایتالیا | ۷    | ۱    | ۲۲     | ۲۳  | ۶    | ۳٫۸۳۳ | ۶۹۱    | ۵۶۸    | ۱٫۲۱۷  |
| ۲    | روسیه   | ۶    | ۲    | ۱۸     | ۲۱  | ۸    | ۲٫۶۲۵ | ۶۷۵    | ۵۷۸    | ۱٫۱۶۸  |
| ۳    | هلند    | ۵    | ۳    | ۱۴     | ۱۶  | ۱۵   | ۱٫۰۶۷ | ۶۹۲    | ۶۶۱    | ۱٫۰۴۷  |
| ۴    | فنلاند  | ۲    | ۶    | ۶      | ۱۰  | ۲۱   | ۰٫۴۷۶ | ۶۳۸    | ۷۱۹    | ۰٫۸۸۷  |

| تاریخ      | ساعت  |         | امتیاز |         | ست ۱  | ست ۲  | ست ۳  | ست ۴  | ست ۵  | مجموع   | گزارش |
| ---------- | ----- | ------- | ------ | ------- | ----- | ----- | ----- | ----- | ----- | ------- | ----- |
| ۲۱ سپتامبر | ۱۷:۰۰ | هلند    | ۰–۳    | روسیه   | ۱۷–۲۵ | ۱۶–۲۵ | ۲۱–۲۵ |       |       | ۵۴–۷۵   | P2    |
| ۲۱ سپتامبر | ۲۱:۱۵ | ایتالیا | ۳–۰    | فنلاند  | ۲۵–۲۰ | ۲۵–۱۸ | ۲۵–۱۶ |       |       | ۷۵–۵۴   |       |
| ۲۲ سپتامبر | ۱۷:۰۰ | هلند    | ۳–۱    | فنلاند  | ۲۵–۱۹ | ۲۳–۲۵ | ۲۵–۱۶ | ۲۵–۱۳ |       | ۹۸–۷۳   | P2    |
| ۲۲ سپتامبر | ۲۱:۱۵ | روسیه   | ۳–۲    | ایتالیا | ۱۹–۲۵ | ۲۵–۱۸ | ۲۵–۲۱ | ۱۹–۲۵ | ۱۵–۱۱ | ۱۰۳–۱۰۰ | P2    |
| ۲۳ سپتامبر | ۱۷:۰۰ | روسیه   | ۳–۰    | فنلاند  | ۲۵–۱۷ | ۲۵–۱۹ | ۲۵–۲۲ |       |       | ۷۵–۵۸   | P2    |
| ۲۳ سپتامبر | ۲۱:۱۵ | ایتالیا | ۳–۱    | هلند    | ۱۶–۲۵ | ۲۵–۲۰ | ۲۷–۲۵ | ۲۵–۱۵ |       | ۹۳–۸۵   | P2    |

### گروه F
- تمام زمان‌ها براساس ساعت تابستانی اروپای مرکزی (یوتی‌سی ۲:۰۰+) می‌باشد.

|      |          | بازی | بازی | امتیاز | ست  | ست   | ست    | امتیاز | امتیاز | امتیاز |
| رتبه | تیم      | برد  | باخت | امتیاز | برد | باخت | نسبت  | برد    | باخت   | نسبت   |
| ---- | -------- | ---- | ---- | ------ | --- | ---- | ----- | ------ | ------ | ------ |
| ۱    | برزیل    | ۷    | ۱    | ۱۹     | ۲۲  | ۸    | ۲٫۷۵۰ | ۶۹۹    | ۶۱۸    | ۱٫۱۳۱  |
| ۲    | بلژیک    | ۴    | ۴    | ۱۴     | ۱۶  | ۱۴   | ۱٫۱۴۳ | ۶۶۷    | ۶۵۷    | ۱٫۰۱۵  |
| ۳    | اسلوونی  | ۴    | ۴    | ۱۳     | ۱۷  | ۱۶   | ۱٫۰۶۳ | ۷۲۲    | ۷۱۶    | ۱٫۰۰۸  |
| ۴    | استرالیا | ۳    | ۵    | ۹      | ۱۲  | ۱۹   | ۰٫۶۳۲ | ۶۶۵    | ۷۰۱    | ۰٫۹۴۹  |

| تاریخ      | ساعت  |          | امتیاز |          | ست ۱  | ست ۲  | ست ۳  | ست ۴  | ست ۵  | مجموع   | گزارش |
| ---------- | ----- | -------- | ------ | -------- | ----- | ----- | ----- | ----- | ----- | ------- | ----- |
| ۲۱ سپتامبر | ۱۷:۰۰ | برزیل    | ۳–۰    | استرالیا | ۲۵–۲۱ | ۲۵–۲۲ | ۲۵–۱۵ |       |       | ۷۵–۵۸   | P2    |
| ۲۱ سپتامبر | ۲۰:۳۰ | بلژیک    | ۰–۳    | اسلوونی  | ۲۶–۲۸ | ۲۶–۲۸ | ۱۹–۲۵ |       |       | ۷۱–۸۱   | P2    |
| ۲۲ سپتامبر | ۱۷:۰۰ | استرالیا | ۰–۳    | بلژیک    | ۲۶–۲۸ | ۲۶–۲۸ | ۲۰–۲۵ |       |       | ۷۲–۸۱   | P2    |
| ۲۲ سپتامبر | ۲۰:۳۰ | اسلوونی  | ۰–۳    | برزیل    | ۲۲–۲۵ | ۲۱–۲۵ | ۱۶–۲۵ |       |       | ۵۹–۷۵   | P2    |
| ۲۳ سپتامبر | ۱۷:۰۰ | اسلوونی  | ۲–۳    | استرالیا | ۲۵–۲۳ | ۲۰–۲۵ | ۲۵–۱۹ | ۲۲–۲۵ | ۱۱–۱۵ | ۱۰۳–۱۰۷ | P2    |
| ۲۳ سپتامبر | ۲۰:۳۰ | بلژیک    | ۲–۳    | برزیل    | ۲۵–۲۲ | ۲۵–۲۳ | ۱۹–۲۵ | ۱۵–۲۵ | ۱۲–۱۵ | ۹۶–۱۱۰  | P2    |

### گروه G
- تمام زمان‌ها براساس ساعت تابستانی اروپای شرقی (یوتی‌سی ۳:۰۰+) می‌باشد.

|      |                     | بازی | بازی | امتیاز | ست  | ست   | ست    | امتیاز | امتیاز | امتیاز |
| رتبه | تیم                 | برد  | باخت | امتیاز | برد | باخت | نسبت  | برد    | باخت   | نسبت   |
| ---- | ------------------- | ---- | ---- | ------ | --- | ---- | ----- | ------ | ------ | ------ |
| ۱    | ایالات متحده آمریکا | ۸    | ۰    | ۲۲     | ۲۴  | ۶    | ۴٫۰۰۰ | ۷۰۴    | ۵۸۵    | ۱٫۲۰۳  |
| ۲    | کانادا              | ۵    | ۳    | ۱۳     | ۱۸  | ۱۴   | ۱٫۲۸۶ | ۷۱۲    | ۶۹۴    | ۱٫۰۲۶  |
| ۳    | بلغارستان           | ۴    | ۴    | ۱۳     | ۱۶  | ۱۲   | ۱٫۳۳۳ | ۶۲۵    | ۶۱۷    | ۱٫۰۱۳  |
| ۴    | ایران               | ۴    | ۴    | ۱۲     | ۱۴  | ۱۶   | ۰٫۸۷۵ | ۶۷۴    | ۶۶۴    | ۱٫۰۱۵  |

| تاریخ      | ساعت  |                     | امتیاز |                     | ست ۱  | ست ۲  | ست ۳  | ست ۴  | ست ۵  | مجموع  | گزارش |
| ---------- | ----- | ------------------- | ------ | ------------------- | ----- | ----- | ----- | ----- | ----- | ------ | ----- |
| ۲۱ سپتامبر | ۱۷:۰۰ | ایالات متحده آمریکا | ۳–۱    | کانادا              | ۲۵–۱۷ | ۲۵–۱۴ | ۲۱–۲۵ | ۲۵–۱۷ |       | ۹۶–۷۳  | P2    |
| ۲۱ سپتامبر | ۲۰:۴۰ | بلغارستان           | ۳–۰    | ایران               | ۲۵–۱۹ | ۲۸–۲۶ | ۲۶–۲۴ |       |       | ۷۹–۶۹  | P2    |
| ۲۲ سپتامبر | ۱۷:۰۰ | ایران               | ۲–۳    | کانادا              | ۲۰–۲۵ | ۲۵–۲۰ | ۱۵–۲۵ | ۲۵–۲۳ | ۱۲–۱۵ | ۹۷–۱۰۸ | P2    |
| ۲۲ سپتامبر | ۲۰:۴۰ | بلغارستان           | ۰–۳    | ایالات متحده آمریکا | ۲۰–۲۵ | ۲۰–۲۵ | ۱۸–۲۵ |       |       | ۵۸–۷۵  | P2    |
| ۲۳ سپتامبر | ۱۷:۰۰ | ایالات متحده آمریکا | ۳–۰    | ایران               | ۲۵–۲۳ | ۲۶–۲۴ | ۲۶–۲۴ |       |       | ۷۷–۷۱  | P2    |
| ۲۳ سپتامبر | ۲۰:۴۰ | بلغارستان           | ۲–۳    | کانادا              | ۱۹–۲۵ | ۱۴–۲۵ | ۲۵–۲۱ | ۲۵–۱۹ | ۱۰–۱۵ | ۹۳–۱۰۵ | P2    |

### گروه H
- تمام زمان‌ها براساس ساعت تابستانی اروپای شرقی (یوتی‌سی ۳:۰۰+) می‌باشد.

|      |          | بازی | بازی | امتیاز | ست  | ست   | ست    | امتیاز | امتیاز | امتیاز |
| رتبه | تیم      | برد  | باخت | امتیاز | برد | باخت | نسبت  | برد    | باخت   | نسبت   |
| ---- | -------- | ---- | ---- | ------ | --- | ---- | ----- | ------ | ------ | ------ |
| ۱    | لهستان   | ۶    | ۲    | ۱۹     | ۲۱  | ۹    | ۲٫۳۳۳ | ۷۰۲    | ۵۹۳    | ۱٫۱۸۴  |
| ۲    | صربستان  | ۶    | ۲    | ۱۷     | ۲۰  | ۱۲   | ۱٫۶۶۷ | ۷۰۷    | ۶۷۷    | ۱٫۰۴۴  |
| ۳    | فرانسه   | ۵    | ۳    | ۱۸     | ۲۱  | ۱۲   | ۱٫۷۵۰ | ۷۶۵    | ۶۸۸    | ۱٫۱۱۲  |
| ۴    | آرژانتین | ۳    | ۵    | ۸      | ۱۴  | ۱۹   | ۰٫۷۳۷ | ۷۲۵    | ۷۵۱    | ۰٫۹۶۵  |

| تاریخ      | ساعت  |         | امتیاز |          | ست ۱  | ست ۲  | ست ۳  | ست ۴  | ست ۵  | مجموع   | گزارش |
| ---------- | ----- | ------- | ------ | -------- | ----- | ----- | ----- | ----- | ----- | ------- | ----- |
| ۲۱ سپتامبر | ۱۷:۰۰ | صربستان | ۳–۲    | فرانسه   | ۲۲–۲۵ | ۲۶–۲۴ | ۲۵–۲۰ | ۱۸–۲۵ | ۱۸–۱۶ | ۱۰۹–۱۱۰ | P2    |
| ۲۱ سپتامبر | ۲۰:۴۰ | لهستان  | ۲–۳    | آرژانتین | ۲۵–۱۶ | ۱۹–۲۵ | ۲۳–۲۵ | ۲۵–۲۳ | ۱۴–۱۶ | ۱۰۶–۱۰۵ | P2    |
| ۲۲ سپتامبر | ۱۷:۰۰ | صربستان | ۳–۰    | آرژانتین | ۲۵–۱۸ | ۲۵–۲۲ | ۲۵–۲۲ |       |       | ۷۵–۶۲   | P2    |
| ۲۲ سپتامبر | ۲۰:۴۰ | لهستان  | ۱–۳    | فرانسه   | ۱۵–۲۵ | ۱۸–۲۵ | ۲۵–۲۳ | ۱۸–۲۵ |       | ۷۶–۹۸   | P2    |
| ۲۳ سپتامبر | ۱۷:۰۰ | فرانسه  | ۳–۱    | آرژانتین | ۲۵–۱۶ | ۲۵–۲۰ | ۲۶–۲۸ | ۲۵–۱۹ |       | ۱۰۱–۸۳  | P2    |
| ۲۳ سپتامبر | ۲۰:۴۰ | لهستان  | ۳–۰    | صربستان  | ۲۵–۱۷ | ۲۵–۱۶ | ۲۵–۱۴ |       |       | ۷۵–۴۷   | P2    |

### رده‌بندی تیم‌های مکان دوم
- دو تیم برتر از تیم‌های مکان دوم به دور سوم راه پیدا کردند.

|      |         | بازی | بازی | امتیاز | ست  | ست   | ست    | امتیاز | امتیاز | امتیاز |
| رتبه | تیم     | برد  | باخت | امتیاز | برد | باخت | نسبت  | برد    | باخت   | نسبت   |
| ---- | ------- | ---- | ---- | ------ | --- | ---- | ----- | ------ | ------ | ------ |
| ۱    | روسیه   | ۶    | ۲    | ۱۸     | ۲۱  | ۸    | ۲٫۶۲۵ | ۶۷۵    | ۵۷۸    | ۱٫۱۶۸  |
| ۲    | صربستان | ۶    | ۲    | ۱۷     | ۲۰  | ۱۲   | ۱٫۶۶۷ | ۷۰۷    | ۶۷۷    | ۱٫۰۴۴  |
| ۳    | کانادا  | ۵    | ۳    | ۱۳     | ۱۸  | ۱۴   | ۱٫۲۸۶ | ۷۱۲    | ۶۹۴    | ۱٫۰۲۶  |
| ۴    | بلژیک   | ۴    | ۴    | ۱۴     | ۱۶  | ۱۴   | ۱٫۱۴۳ | ۶۶۷    | ۶۵۷    | ۱٫۰۱۵  |

## دور سوم
- تمام زمان‌ها براساس ساعت تابستانی اروپای مرکزی (یوتی‌سی ۲:۰۰+) می‌باشد.
- دو تیم برتر هر گروه به دور نیمه‌نهایی راه پیدا کردند.

|  | راه‌یافته به نیمه‌نهایی‌ها |

### گروه I
|      |                     | بازی | بازی | امتیاز | ست  | ست   | ست    | امتیاز | امتیاز | امتیاز |
| رتبه | تیم                 | برد  | باخت | امتیاز | برد | باخت | نسبت  | برد    | باخت   | نسبت   |
| ---- | ------------------- | ---- | ---- | ------ | --- | ---- | ----- | ------ | ------ | ------ |
| ۱    | برزیل               | ۲    | ۰    | ۵      | ۶   | ۲    | ۳٫۰۰۰ | ۱۸۱    | ۱۶۴    | ۱٫۱۰۴  |
| ۲    | ایالات متحده آمریکا | ۱    | ۱    | ۳      | ۳   | ۳    | ۱٫۰۰۰ | ۱۳۲    | ۱۴۳    | ۰٫۹۲۳  |
| ۳    | روسیه               | ۰    | ۲    | ۱      | ۲   | ۶    | ۰٫۳۳۳ | ۱۷۵    | ۱۸۱    | ۰٫۹۶۷  |

| تاریخ      | ساعت  |                     | امتیاز |                     | ست ۱  | ست ۲  | ست ۳  | ست ۴  | ست ۵  | مجموع   | گزارش |
| ---------- | ----- | ------------------- | ------ | ------------------- | ----- | ----- | ----- | ----- | ----- | ------- | ----- |
| ۲۶ سپتامبر | ۱۷:۰۰ | برزیل               | ۳–۲    | روسیه               | ۲۰–۲۵ | ۲۱–۲۵ | ۲۵–۲۲ | ۲۵–۲۳ | ۱۵–۱۲ | ۱۰۶–۱۰۷ | P2    |
| ۲۷ سپتامبر | ۱۷:۰۰ | ایالات متحده آمریکا | ۳–۰    | روسیه               | ۲۵–۲۲ | ۲۵–۲۳ | ۲۵–۲۳ |       |       | ۷۵–۶۸   | P2    |
| ۲۸ سپتامبر | ۱۷:۰۰ | برزیل               | ۳–۰    | ایالات متحده آمریکا | ۲۵–۲۰ | ۲۵–۱۸ | ۲۵–۱۹ |       |       | ۷۵–۵۷   | P2    |

### گروه J
|      |         | بازی | بازی | امتیاز | ست  | ست   | ست    | امتیاز | امتیاز | امتیاز |
| رتبه | تیم     | برد  | باخت | امتیاز | برد | باخت | نسبت  | برد    | باخت   | نسبت   |
| ---- | ------- | ---- | ---- | ------ | --- | ---- | ----- | ------ | ------ | ------ |
| ۱    | لهستان  | ۱    | ۱    | ۴      | ۵   | ۳    | ۱٫۶۶۷ | ۱۸۰    | ۱۷۱    | ۱٫۰۵۳  |
| ۲    | صربستان | ۱    | ۱    | ۳      | ۳   | ۳    | ۱٫۰۰۰ | ۱۴۹    | ۱۳۴    | ۱٫۱۱۲  |
| ۳    | ایتالیا | ۱    | ۱    | ۲      | ۳   | ۵    | ۰٫۶۰۰ | ۱۵۰    | ۱۷۴    | ۰٫۸۶۲  |

| تاریخ      | ساعت  |         | امتیاز |         | ست ۱  | ست ۲  | ست ۳  | ست ۴  | ست ۵  | مجموع | گزارش |
| ---------- | ----- | ------- | ------ | ------- | ----- | ----- | ----- | ----- | ----- | ----- | ----- |
| ۲۶ سپتامبر | ۲۱:۱۵ | ایتالیا | ۰–۳    | صربستان | ۱۵–۲۵ | ۲۰–۲۵ | ۱۸–۲۵ |       |       | ۵۳–۷۵ | P2    |
| ۲۷ سپتامبر | ۲۰:۳۰ | لهستان  | ۳–۰    | صربستان | ۲۸–۲۶ | ۲۸–۲۶ | ۲۵–۲۲ |       |       | ۸۱–۷۴ | P2    |
| ۲۸ سپتامبر | ۲۱:۱۵ | ایتالیا | ۳–۲    | لهستان  | ۱۴–۲۵ | ۲۵–۲۱ | ۱۸–۲۵ | ۲۵–۱۷ | ۱۵–۱۱ | ۹۷–۹۹ | P2    |

## دور نهایی
- تمام زمان‌ها براساس ساعت تابستانی اروپای مرکزی (یوتی‌سی ۲:۰۰+) می‌باشد.

|  | نیمه‌نهایی‌ها         | نیمه‌نهایی‌ها |                |   | نهایی | نهایی |
|  |                     |             |                |   |       |       |
|  | ۲۹ سپتامبر          |             |                |   |       |       |
|  |                     |             |                |   |       |       |
|  | برزیل               | ۳           |                |   |       |       |
|  | برزیل               | ۳           | ۳۰ سپتامبر     |   |       |       |
|  | صربستان             | ۰           |                |   |       |       |
|  | صربستان             | ۰           | برزیل          | ۰ |       |       |
|  | ۲۹ سپتامبر          |             | برزیل          | ۰ |       |       |
|  |                     | لهستان      | ۳              |   |       |       |
|  | لهستان              | لهستان      | ۳              | ۳ |       |       |
|  | لهستان              |             |                | ۳ |       |       |
|  | ایالات متحده آمریکا | ۲           |                |   |       |       |
|  | ایالات متحده آمریکا | ۲           | بازی مکان سومی |   |       |       |
|  |                     |             |                |   |       |       |
|  | ۳۰ سپتامبر          |             |                |   |       |       |
|  |                     |             |                |   |       |       |
|  | صربستان             | ۱           |                |   |       |       |
|  | صربستان             | ۱           |                |   |       |       |
|  | ایالات متحده آمریکا | ۳           |                |   |       |       |

### نیمه‌نهایی‌ها
| تاریخ      | ساعت  |        | امتیاز |                     | ست ۱  | ست ۲  | ست ۳  | ست ۴  | ست ۵  | مجموع   | گزارش |
| ---------- | ----- | ------ | ------ | ------------------- | ----- | ----- | ----- | ----- | ----- | ------- | ----- |
| ۲۹ سپتامبر | ۱۷:۰۰ | برزیل  | ۳–۰    | صربستان             | ۲۵–۲۲ | ۲۵–۲۱ | ۲۵–۲۲ |       |       | ۷۵–۶۵   | P2    |
| ۲۹ سپتامبر | ۲۱:۱۵ | لهستان | ۳–۲    | ایالات متحده آمریکا | ۲۵–۲۲ | ۲۰–۲۵ | ۲۳–۲۵ | ۲۵–۲۰ | ۱۵–۱۱ | ۱۰۸–۱۰۳ | P2    |

### بازی مکان سومی
| تاریخ      | ساعت  |         | امتیاز |                     | ست ۱  | ست ۲  | ست ۳  | ست ۴  | ست ۵ | مجموع  | گزارش |
| ---------- | ----- | ------- | ------ | ------------------- | ----- | ----- | ----- | ----- | ---- | ------ | ----- |
| ۳۰ سپتامبر | ۱۷:۰۰ | صربستان | ۱–۳    | ایالات متحده آمریکا | ۲۵–۲۳ | ۱۷–۲۵ | ۳۰–۳۲ | ۱۹–۲۵ |      | ۹۱–۱۰۵ | P2    |

### نهایی
| تاریخ      | ساعت  |       | امتیاز |        | ست ۱  | ست ۲  | ست ۳  | ست ۴ | ست ۵ | مجموع | گزارش |
| ---------- | ----- | ----- | ------ | ------ | ----- | ----- | ----- | ---- | ---- | ----- | ----- |
| ۳۰ سپتامبر | ۲۱:۱۵ | برزیل | ۰–۳    | لهستان | ۲۶–۲۸ | ۲۰–۲۵ | ۲۳–۲۵ |      |      | ۶۹–۷۸ | P2    |

## رده‌بندی نهایی
| رتبه | تیم                 |
| ---- | ------------------- |
| 1    | لهستان              |
| 2    | برزیل               |
| 3    | ایالات متحده آمریکا |
| ۴    | صربستان             |
| ۵    | ایتالیا             |
| ۶    | روسیه               |
| ۷    | فرانسه              |
| ۸    | هلند                |
| ۹    | کانادا              |
| ۱۰   | بلژیک               |
| ۱۱   | بلغارستان           |
| ۱۲   | اسلوونی             |
| ۱۳   | ایران               |
| ۱۴   | استرالیا            |
| ۱۵   | آرژانتین            |
| ۱۶   | فنلاند              |
| ۱۷   | ژاپن                |
| ۱۸   | کوبا                |
| ۱۹   | کامرون              |
| ۲۰   | مصر                 |
| ۲۱   | پورتوریکو           |
| ۲۲   | چین                 |
| ۲۳   | تونس                |
| ۲۴   | دومینیکن            |

|  | راه‌یافته به جام جهانی ۲۰۱۹                 |
|  | راه‌یافته به جام جهانی ۲۰۱۹ به عنوان میزبان |

| قهرمان جهان ۲۰۱۸ · لهستان · سومین عنوان فهرست تیم: پیوتر نواکوفسکی، داوید کونارسکی، بارتوش کورک، آرتور شالپوک، دامیان شولز، دامیان ویتاشک، فابین دژیزگا، گژگوش لوماش، میخال کوبیاک (c)، الکساندر شیوکا، یاکوب کوخانوفسکی، پاوو زاتورسکی، بارتوش کوولک، ماتئوش بینیک. · سرمربی: ویتال هینن |

## دستاوردها
| - باارزش‌ترین بازیکن بارتوش کورک - بهترین پاسور میکا کریستنسون - بهترین اسپک زن دریافت کننده میخال کوبیاک داگلاس سوزا | - بهترین دفاع کننده میانی لوکاس ساتکمپ پیوتر نواکوفسکی - بهترین پشت خط زن قطر پاسور مت اندرسون - بهترین لیبرو پاوو زاتورسکی |

## صدرنشین‌های آماری
| بهترین امتیاز آورنده‌ها | بهترین امتیاز آورنده‌ها | بهترین امتیاز آورنده‌ها | بهترین امتیاز آورنده‌ها | بهترین امتیاز آورنده‌ها | بهترین امتیاز آورنده‌ها |
|                        | بازیکن                 | آبشارها                | دفاع‌ها                 | سرویس‌ها                | کل                     |
| ---------------------- | ---------------------- | ---------------------- | ---------------------- | ---------------------- | ---------------------- |
| ۱                      | بارتوش کورک            | ۱۳۳                    | ۲۲                     | ۱۶                     | ۱۷۱                    |
| ۲                      | مت اندرسون             | ۱۳۸                    | ۹                      | ۱۶                     | ۱۶۳                    |
| ۳                      | والاس دسوزا            | ۱۴۵                    | ۶                      | ۶                      | ۱۵۷                    |
| ۴                      | آرون راسل              | ۱۳۵                    | ۱۰                     | ۸                      | ۱۵۳                    |
| ۵                      | داگلاس سوزا            | ۱۲۹                    | ۱۰                     | ۱۱                     | ۱۵۰                    |

| بهترین آبشار زننده‌ها | بهترین آبشار زننده‌ها | بهترین آبشار زننده‌ها | بهترین آبشار زننده‌ها | بهترین آبشار زننده‌ها | بهترین آبشار زننده‌ها | بهترین آبشار زننده‌ها |
|                      | بازیکن               | آبشارهای کامل        | خطاها                | ضربه‌ها               | مجموع                | %                    |
| -------------------- | -------------------- | -------------------- | -------------------- | -------------------- | -------------------- | -------------------- |
| ۱                    | داگلاس سوزا          | ۱۲۹                  | ۲۸                   | ۷۱                   | ۲۲۸                  | ۵۶٫۵۸                |
| ۲                    | مت اندرسون           | ۱۳۸                  | ۴۷                   | ۵۹                   | ۲۴۴                  | ۵۶٫۵۶                |
| ۳                    | تیلور ساندر          | ۱۰۷                  | ۳۴                   | ۴۹                   | ۱۹۰                  | ۵۶٫۳۲                |
| ۴                    | اوروش کواچویچ        | ۱۰۴                  | ۳۱                   | ۵۹                   | ۱۹۴                  | ۵۳٫۶۱                |
| ۵                    | والاس دسوزا          | ۱۴۵                  | ۴۳                   | ۸۳                   | ۲۷۱                  | ۵۳٫۵۱                |

| بهترین دفاع کننده‌ها | بهترین دفاع کننده‌ها | بهترین دفاع کننده‌ها | بهترین دفاع کننده‌ها | بهترین دفاع کننده‌ها | بهترین دفاع کننده‌ها | بهترین دفاع کننده‌ها |
|                     | بازیکن              | دفاع‌ها              | خطاها               | برگشت‌ها             | مجموع               | میانگین             |
| ------------------- | ------------------- | ------------------- | ------------------- | ------------------- | ------------------- | ------------------- |
| ۱                   | بارتوش کورک         | ۲۲                  | ۱۶                  | ۲۲                  | ۶۰                  | ۰٫۴۸                |
| ۲                   | میخال کوبیاک        | ۲۱                  | ۱۷                  | ۱۵                  | ۵۳                  | ۰٫۴۶                |
| ۳                   | پیوتر نواکوفسکی     | ۱۹                  | ۱۵                  | ۴۶                  | ۸۰                  | ۰٫۴۱                |
| ۴                   | سرچکو لیسیناس       | ۱۸                  | ۳۷                  | ۳۹                  | ۹۴                  | ۰٫۴۰                |
| ۵                   | ماکسول هولت         | ۱۷                  | ۳۷                  | ۴۲                  | ۹۶                  | ۰٫۳۸                |

| بهترین سرویس زننده‌ها | بهترین سرویس زننده‌ها | بهترین سرویس زننده‌ها | بهترین سرویس زننده‌ها | بهترین سرویس زننده‌ها | بهترین سرویس زننده‌ها | بهترین سرویس زننده‌ها |
|                      | بازیکن               | امتیازات سرویس       | خطاها                | رد شده               | مجموع                | میانگین              |
| -------------------- | -------------------- | -------------------- | -------------------- | -------------------- | -------------------- | -------------------- |
| ۱                    | مارکو ایوویچ         | ۱۶                   | ۳۳                   | ۹۰                   | ۱۳۹                  | ۰٫۳۶                 |
| ۲                    | مت اندرسون           | ۱۶                   | ۳۷                   | ۹۹                   | ۱۵۲                  | ۰٫۳۶                 |
| ۳                    | بارتوش کورک          | ۱۶                   | ۳۵                   | ۵۹                   | ۱۱۰                  | ۰٫۳۵                 |
| ۴                    | تیلور ساندر          | ۱۵                   | ۴۱                   | ۹۰                   | ۱۴۶                  | ۰٫۳۳                 |
| ۵                    | ماکسول هولت          | ۱۵                   | ۲۸                   | ۶۳                   | ۱۰۶                  | ۰٫۳۳                 |

| بهترین پاس دهنده‌ها | بهترین پاس دهنده‌ها | بهترین پاس دهنده‌ها | بهترین پاس دهنده‌ها | بهترین پاس دهنده‌ها | بهترین پاس دهنده‌ها | بهترین پاس دهنده‌ها |
|                    | بازیکن             | در حرکت            | خطاها              | در سکون            | مجموع              | میانگین            |
| ------------------ | ------------------ | ------------------ | ------------------ | ------------------ | ------------------ | ------------------ |
| ۱                  | میکا کریستنسون     | ۲۹۳                | ۸                  | ۴۷۳                | ۷۷۴                | ۶٫۵۱               |
| ۲                  | نیکولا یوویچ       | ۲۳۹                | ۴                  | ۵۶۳                | ۸۰۶                | ۵٫۳۱               |
| ۳                  | برونو رزنده        | ۱۹۰                | ۲                  | ۴۲۲                | ۶۱۴                | ۴٫۳۲               |
| ۴                  | ویلیام آرجونا      | ۱۵۶                | ۱                  | ۱۸۹                | ۲۴۶                | ۱٫۲۷               |
| ۵                  | فابین دژیزگا       | ۵۲                 | ۳                  | ۵۸۸                | ۶۴۳                | ۱٫۱۲               |

| بهترین توپ گیرنده‌ها | بهترین توپ گیرنده‌ها | بهترین توپ گیرنده‌ها | بهترین توپ گیرنده‌ها | بهترین توپ گیرنده‌ها | بهترین توپ گیرنده‌ها | بهترین توپ گیرنده‌ها |
|                     | بازیکن              | توپ گیری            | خطاها               | دریافت کنندگی       | مجموع               | میانگین             |
| ------------------- | ------------------- | ------------------- | ------------------- | ------------------- | ------------------- | ------------------- |
| ۱                   | اریک شوجی           | ۷۴                  | ۵                   | ۳۳                  | ۱۱۲                 | ۱٫۶۴                |
| ۲                   | پاوو زاتورسکی       | ۶۹                  | ۱۰                  | ۴۲                  | ۱۲۱                 | ۱٫۵۰                |
| ۳                   | تالس هوس            | ۶۰                  | ۷                   | ۲۶                  | ۹۳                  | ۱٫۳۶                |
| ۴                   | میکا کریستنسون      | ۴۸                  | ۵                   | ۲۵                  | ۷۸                  | ۱٫۰۷                |
| ۵                   | برونو رزنده         | ۴۶                  | ۷                   | ۲۲                  | ۷۵                  | ۱٫۰۵                |

| بهترین دریافت کننده‌ها | بهترین دریافت کننده‌ها | بهترین دریافت کننده‌ها | بهترین دریافت کننده‌ها | بهترین دریافت کننده‌ها | بهترین دریافت کننده‌ها | بهترین دریافت کننده‌ها |
|                       | بازیکن                | برتری                 | خطاها                 | سرویس                 | مجموع                 | %                     |
| --------------------- | --------------------- | --------------------- | --------------------- | --------------------- | --------------------- | --------------------- |
| ۱                     | تیلور ساندر           | ۸۲                    | ۱۰                    | ۱۱۵                   | ۲۰۷                   | ۳۴٫۷۸                 |
| ۲                     | پاوو زاتورسکی         | ۸۱                    | ۱۱                    | ۱۲۷                   | ۲۱۹                   | ۳۱٫۹۶                 |
| ۳                     | داگلاس سوزا           | ۹۶                    | ۱۹                    | ۱۶۷                   | ۲۹۲                   | ۲۷٫۳۰                 |
| ۴                     | مارکو ایوویچ          | ۷۸                    | ۱۸                    | ۱۴۶                   | ۲۴۲                   | ۲۴٫۷۹                 |
| ۵                     | میخال کوبیاک          | ۷۳                    | ۱۸                    | ۱۳۳                   | ۲۲۴                   | ۲۴٫۵۵                 |

## بازاریابی

### حامیان مالی
ایتالیا
- اینتسا سانپائولو
- هوندا
- آریوا
- شکلات کیندر
- فست‌وب
- آتلانتیا
- ترن ایتالیا
- ایرن
- کرای

بلغارستان
- لیدل
- فرست اینوستمنت بانک
- فولکس‌واگن
- هالیدی هیرو
- ناوترید
- سازمان گردشگری بلغارستان

## پخش‌کننده‌ها
اف‌آی‌وی‌بی از طریق چندین شرکت، حق پخش رقابت‌های قهرمانی جهان ۲۰۱۸ را فروخت. در زیر نام خریداران حق پخش آمده است.
| کشور/منطقه        | پخش‌کننده                              |
| ----------------- | ------------------------------------- |
| آرژانتین          | تلویزیون عمومی آرژانتین               |
| بلاروس            | گروه ساران                            |
| بلژیک             | وی‌آرتی                                |
| بوسنی و هرزگووین  | اسپور کلاب                            |
| برزیل             | گلوبو گروپ                            |
| بلغارستان         | تلویزیون ملی بلغارستان                |
| چین               | تلویزیون مرکزی چین، تنسنت             |
| کاستاریکا         | اسکای مکزیک                           |
| کرواسی            | اسپور کلاب                            |
| دومینیکا          | اسکای مکزیک                           |
| جمهوری دومینیکن   | اسکای مکزیک                           |
| مصر               | تلویزیون بین‌المللی نیل، آن تایم اسپرت |
| اروپا             | یورو اسپرت                            |
| آلمان             | اسکای اسپورت                          |
| گواتمالا          | اسکای مکزیک                           |
| هندوراس           | اسکای مکزیک                           |
| هنگ کنگ           | ای-کابل اسپرت                         |
| ایران             | صدا و سیما                            |
| اسرائیل           | چارلتون                               |
| ایتالیا           | رای                                   |
| ژاپن              | سامانه سخن‌پراکنی توکیو                |
| قزاقستان          | گروه ساران                            |
| کره جنوبی         | اسپو تی‌وی                             |
| لیبی              | کانال ورزشی لیبی                      |
| مقدونیه           | اسپور کلاب                            |
| مالزی             | آسترو                                 |
| عربستان           | اتحادیه پخش کشورهای عربی              |
| مکزیک             | اسکای مکزیک                           |
| مونته‌نگرو         | اسپور کلاب                            |
| مراکش             | اس ان آر تی                           |
| هلند              | زیگو                                  |
| نیکاراگوئه        | اسکای مکزیک                           |
| عمان              | عمان اسپرت                            |
| پاناما            | اسکای مکزیک                           |
| لهستان            | پلست                                  |
| پورتوریکو         | دبلیو ای پی ای تی‌وی                   |
| روسیه             | مچ                                    |
| صربستان           | اسپور کلاب                            |
| اسلوونی           | اسپور کلاب                            |
| تایلند            | ورک پوینت تی‌وی                        |
| ترینیداد و توباگو | اسکای مکزیک                           |
| امارات متحده عربی | شبکه ورزشی ابوظبی، شکه ورزشی دبی      |
| آمریکا            | فلو اسپرت، اتحادیه ملی ورزش دانشگاهی  |